# Седых, Кирилл Фёдорович
Кирилл Фёдорович Седых (27 декабря 1926, Ленинград — 11 апреля 2006, Москва) — советский и российский энтомолог, исследователь энтомофауны Республики Коми, основатель музея «Природа Земли» в Ухте, педагог.

## Биография
Родился в Ленинграде 27 декабря 1926 г. в семье служащих. Отец - Седых Фёдор Сергеевич, корреспондент, мать - Акимова Надежда Васильевна, чертежница завода "Красный треугольник". После развода родителей Кирилла воспитывал отчим Осипов Николай Михайлович, но связь с настоящим отцом не оборвалась.
С 1938 г. учился в разных школах Дзержинского района. 
В 1941 г. проводил лето на даче бабушки и дедушки в посёлке Вырица, оказался в зоне оккупации. В октябре 1943 г. попал в немецкий трудовой лагерь, освобождён в 1945 г. вблизи города Либавы в Латвии. С 1945 по 1946 год находился в проверочно-фильтрационном лагере в Москве.
В 1946 г. выслан на шесть лет на спецпоселение в Ухту, где работал штукатуром и нормировщиком на Ухтинском комбинате НКВД. В 1950 г. окончил вечернюю школу и стал руководителем краеведческого кружка в доме пионеров в Ухте. В 1952 г. переведен на положение вольнонаемного. Учился заочно (1952 - 1959) в Ленинградском государственном университете на биолого-почвенном факультете (кафедра энтомология).
В 1955 г. стал членом Литературного объединения при редакции газеты "Ухта". С 1958 г. вел обширную переписку с энтомологами, коллекционерами страны и зарубежья.
В 1959 -1964 гг. работал палеонтологом Ухтинского территориального геологического управления. В 1951 г. принят в действительные члены Географического Общества СССР.  С  августа 1964 г. по сентябрь 1988 г. - учитель биологии, географии средней школе № 3 Ухты. Полностью реабилитирован в 1970 г..
Получил известность как популяризатор научных знаний о природе. Вышел ряд его книг для детей и юношества: "От января до января. Записки натуралиста" (1960), "По Южному Тиману" (1963), "Просыпайся на рассвета: рассказы о природе" (1966), "Тигры у нас не водятся: повесть" (1970; 1980). Регулярно публиковал заметки в газете "Ухта".
В 1974 г. произошло объединение краеведческого музея дворца пионеров и школьного музея. В 1984 г. этот музей переименован в музей «Природа Земли». Седых стал его первым директором. В 1980-х годах был снят фильм «Есть в Ухте музей». В 1996 г. музей получил статус Государственного музея. По истории музея К.Ф. Седых составил описание и путеводитель: "Народный музей природы Земли: очерки истории и путеводитель" (1990).
Был более сорока лет женат на Седых Елене Демьяновне (девичья фамилия Белясник, настоящее отчество Демидовна, 19.09.1935-11.11.1994). Дети: Седых (по мужу Сумарокова) Эльвира Кирилловна (1953 -1995), Седых Кирилл Кириллович (1954-2009), Седых Татьяна Кирилловна (25.11.1955), Седых Роман Кириллович (15.03.1968)
Умер К.Ф. Седых 11 апреля 2006 г. в Москве, покоится на кладбище Крохаль в Ухте в общем захоронении со своей супругой Е.Д. Седых..

## Награды и научные достижения
В многочисленных экспедициях собрал богатую коллекцию из более 100000 экспонатов, включающую грибы, рыб, земноводных, пресмыкающихся, беспозвоночных (раковины моллюсков, насекомые). Его деятельность отмечена бронзовой (1968) и серебряной (1981) медалями ВДНХ СССР. В 1999 г. получил звание «Заслуженный работник культуры РФ». Описал несколько видов чешуекрылых, в том числе Erebia boreomontanum.

## Избранные публикации
Автор около 400 научных научно-популярных публикаций, в том числе:
- Седых К.Ф. Оккупированное детство (страницы из книги воспоминаний) // Сквозь огненные годы. Ухта и Республика Коми в годы Великой Отечественной войны: V городская научно-практическая краеведческая конференция.  Ухта, 2007. С. 52 - 57.
- Седых К.Ф. К энтомофауне Коми АССР. Прямокрылые и тараканы Ухтинского района Коми АССР // Известия Коми филиала ВГО. Вып. 4. 1957. С. 149 - 152.
- Седых К. Ф. О некоторых реликтовых насекомых южной части Тиманского кряжа // Энтомологическое обозрение. — 1962.. — Т. 41, № 1. — С. 148–151.
- Седых К. Ф. Новый вид бабочек-сатирид (Lepidoptera: Satyridae) с Полярного Урала // Труды Всесоюзного энтомологического общества. — 1979. — Т. 61. — С. 117–118.
- Седых К.Ф. Животный мир Коми АССР. Беспозвоночные. — Сыктывкар, 1974. — 192 с.
- Татаринов А. Г., Седых К. Ф., Долгин М. М. Фауна европейского Северо-Востока России. Высшие разноусые чешуекрылые. Том VII, часть 2. — СПб.: Наука, 2003. — 223 с.
- Свиридов А.В., Седых К.Ф. Совки (Lepidoptera: Noctuidae) Республики Коми // RUSSIAN ENTOMOLOGICAL JOURNAL. 2005. № 14 (4). С. 329-345. https://www.elibrary.ru/item.asp?edn=hspwqv